# Mortal Kombat (1995.)
Mortal Kombat je američki film iz 1995. godine koji je nastao prema planetarno popularnoj videoigri Mortal Kombat. Film ujedinjuje tri filmska žanra: SF, akciju i avanturu, a režirao ga je Paul W.S. Anderson.
To je ujedno i prvi film iz tzv. "Mortal Kombat serijala", koji je obuhvaćao filmski nastavak te mnogobrojne serije snimljene na tu temu.
Ratnici koji su iz videoigre preslikani na film, a tumače važnije uloge su: Liu Kang (Robin Shou), Johnny Cage (Linden Ashby) i Sonya Blade (Bridgette Wilson), koji su predvođeni Raidenom, Bogom munje (Christopher Lambert) koji ih vodi na turnir Mortal Kombat. Njihov cilj je spriječiti Shao Kahna, vladara Outworlda, njegovog vrača Shang Tsunga (Cary-Hiroyuki Tagawa) i njihove borce da ostvare 10. uzastopnu pobjedu na Mortal Kombat turniru. Naime, vladaru podzemlja ona je bitna jer bi njome zavladao planetom Zemljom.
Glavna inspiracija za film bila je prva Mortal Kombat videoigra, ali film također sadrži i elemente i likove iz videoigre Mortal Kombat II. Film Mortal Kombat snimljen je prvenstveno u Los Angelesu, dok su neke scene borbe snimljene na Tajlandu.
Film se u SAD-u počeo prikazivati 18. kolovoza 1995., u Velikoj Britaniji 20. listopada 1995., a u Australiji 26. prosinca 1995. Film je dobro ocijenjen kod filmskih kritičara, te je širom svijeta ostvario zaradu koja se procjenjuje na oko 122 milijuna dolara. Još i dan-danas smatra se da je ovo jedna od najboljih filmskih adaptacija neke videoigre, dok je film kasnije dobio svoj nastavak - Mortal Kombat: Istrebljenje (1997.), kao i televizijske serije.
U Hrvatskoj je originalni naziv filma doslovno preveden kao "Smrtonosna bitka", dok se podzemni svijet "Outworld" prevodio kao "Vanjski Svijet".

## Radnja
Nakon svake generacije, započinje turnir Mortal Kombat. Izmislili su ga "Stariji Bogovi" kako bi njime postavili granicu između Zemlje i Outworlda. U filmu se ta dva svijeta nazivaju dvjema realnostima, odnosno Earthrealm (Zemlja) i Outworld (Podzemlje).
Vladar Outworlda, odnosno njegov car, Shao Kahn, čvrsto je odlučio pokoriti kraljevstvo Zemlje. Kako bi to i postigao, mora pobijediti u deset uzastopnih Mortal Kombat turnira. Vladarov vrač Shang Tsung doveo je Outworld do devet pobjeda te se sada održava onaj presudni, 10. turnir.
Jedino što sada stoji između Zemlje i vladareve sile zla, su tri čovjeka od kojih je svatko vođen s vlastitim razlozima. Liu Kang na turnir dolazi osvetiti bratovu smrt, policajka Sonya Blade traži ubojicu svog partnera, dok akcijska filmska zvijezda Johnny Cage nastoji vratiti izgubljeno samopouzdanje.
Na putovanje ih vodi Raiden, Bog munje i zaštitnik Zemlje. On je odabrao Liu Kanga, dok je vrač Shang Tsung na prijevaru doveo Sonyju i Johnnyja Cagea. Tsungov ratnik Kano ubio je Sonyjinog partnera te uz laž doveo Sonyju na brod koji ratnike vodi na turnir Mortal Kombat koji se održava u Outworldu.
Lord Raiden, morat će naučiti svoju trojicu ratnika da duboko u sebi pronađu moć kojom će pobijediti Shang Tsunga i spasiti budućnost kraljevstva Zemlje.
Po dolasku na Shang Tsungov otok, Liu Kang primjećuje i potajno se zaljubljuje u princezu Kitanu. To primjećuje i Shang Tsung koji Reptilu naređuje da pozorno prati Kitanu.
Shao Kahn, vladar Outworlda, svrgnuo je Kitanine roditelje s vlasti kako bi on došao na tron. Kako bi ta vlast bila legitimna i prihvaćena, odlučio je Kitanu uzeti za podkćerku.
Sam turnir Mortal Kombat uskoro započinje. Liu Kang pobjeđuje svojeg prvog protivnika dok Sonyja konačno dobiva priliku za osvetom te ubija Kanoa u borbi. Johnny Cage kao prvog protivnika imao je Scorpiona. Scorpion u borbi koristi vlastitu mogućnost teleportacije njih obojice, tako da se borba odvijala u velikom drvoredu te u Scorpionovoj jazbini gdje ga Johnny Cage pobjeđuje.
Liu Kang potajice se sastaje s Kitanom gdje mu ona daje savjete za sljedeću borbu. Sljedeći Liu Kangov protivnik bio je Sub Zero koji se pokazao najtežim dosada, jer ga se nije moglo poraziti. Međutim, Liu Kang se prisjeća Kitanina savjeta te iz borbe izlazi kao pobjednik.
Vidjevši da borci sa Zemlje pobjeđuju previše, Shang Tsung u borbu šalje Goroa, četveroruko stvorenje te neporaženi prvak Mortal Kombata. Goro počinje ostvarivati veliki niz pobjeda te Johnny Cage na tajnom razgovoru sa Shang Tsungom dogovora sljedeću borbu s Gorom. Johnny Cage pobjeđuje Goroa više vlastitom snalažljivošću nego borilačkim vještinama.
Vidjevši da bi mogao izgubiti ovaj Mortal Kombat turnir, a time i apsolutnu vlast na Zemlji, Shang Tsung otima Sonyju te je teleportacijom odvodi u Outworld. Sonyju je oteo zbog vlastite pretpostavke da je najlakši protivnik te da njegova pobjeda nad njom donosi toliko željenu vlast na Zemlji.
Budući da bog Raiden nema moći u Outworldu, Liu Kang i Johnny Cage odlaze tamo spasiti Sonyju. Po dolasku u Outworld, Liu Kang ubija Reptila. Obojica (Cage i Kang) susreću princezu Kitanu koja im govori o Outworldu, svojoj prošlosti te odluči s obojicom surađivati.
Svo troje se prerušavaju u sluge te odlaze na toranj dvorca u Outworldu gdje Shang Tsung drži Sonyju u zarobljeništvu.
Shang Tsung od Sonyje zahtijeva međusobnu borbu jer u protivnom "čovječanstvo" gubi na Mortal Kombat turniru te Zemlja prelazi pod vlast Outworlda.
Kitana, Liu Kang i Johnny Cage ubrzo se razotkrivaju te Kitana obavještava Shang Tsunga da je ometanje Mortal Kombat turnira ujedno i izdaja cara Outworlda te da zbog toga može izgubiti Zemlju.
Shang Tsung nakon toga izazove Johnnyja Cagea na dvoboj, ali Liu Kang intervenira te samoga sebe predlaže na dvoboj s Tsungom koji ovaj prihvaća. Nakon duge i brutalne borbe, Shang Tsung se transformira u Chana, Liu Kangovog brata kojeg je Shang Tsung porazio i ubio na zadnjem Mortal Kombat turniru. Naime, Shang Tsung je nastojao emotivnom manipulacijom u obličju Chana izbaciti Liu Kanga iz mentalne ravnoteže, govoreći mu, da mu oprašta što ga je ostavio da umre. Liu Kang ne nasjeda na taj trik tvrdeći da nije odgovoran za njegovu smrt te da svako sam kroji vlastitu sudbinu.
Budući da nije uspio u namjeri, Shang Tsung se vraća u svoj prvotni oblik te se borba nastavlja. U konačnici Liu Kang na Shang Tsunga izbacuje vatrenu loptu, nakon čega Tsung pada s balkona (gdje se borba odvijala) na mnoštvo oštrica koje su raspodijeljene po čitavom podu.
Njegovom smrću oslobađaju se tisuće duša kojima je vladao i otimao ih od poraženih ratnika (bilo svojih ili zemaljskih). U tom trenutku Liu Kang se susreće s duhom svog mrtvog brata Chana koji mu govori da će uvijek biti na njegovoj strani sve dok ne budu ujedinjeni u zagrobnom životu.
Nakon toga ratnici se vraćaju na zemlju (Earthrealm) gdje redovnici Shaolin hrama slave njihovu pobjedu. No, euforija je iznenada prekinuta kada se na nebu prikaže lik bijesnog Shao Kahna, cara podzemlja. Kahn im zaprijeti kako je došao po njihove duše, dok Raiden uzvraća odgovorom "Ja ne mislim tako". Svi ratnici, uključujući i Raidena, pripreme se u borbeni položaj te film tako završava.
Vjerojatno se Kahnovim pojavljivanjem, kod gledatelja dalo naslutiti da će biti snimljen nastavak, što se u konačnici i ostvarilo.

## Glumačka postava
- Robin Shou kao Liu Kang - bivši je redovnik Shaolin hrama koji dolazi na turnir Mortal Kombat kako bi osvetio bratovu smrt na prijašnjem Mortal Kombat turniru. Među onima koji su konkurirali za tu ulogu bili su - Jason Scott Lee, Russell Wong i Phillip Rhee.
- Linden Ashby kao Johnny Cage - filmska zvijezda koja odlazi na turnir kako bi samome sebi dokazao da njegove borilačke vještine nisu lažne, te vratio poljuljano samopouzdanje. Uloga je prvotno namijenjena Jean-Claude Van Dammeu ali on je odbio ulogu zbog nastupa u filmu Street Fighter. Osim njega, uloga je ponuđena i Tomu Cruiseu i Johnnyju Deppu. Nakon tri odbijenice uloga je ponuđena Brandonu Leeju koji je prihvatio ulogu. Nažalost, Brandon Lee je umro prije nego što je produkcija počela te je u petom "pokušaju" u konačnici ulogu dobio Linden Ashby.

Za razliku od Robina Shoua, Linden Ashby nije imao prethodnog predznanja o borilačkim vještinama. Stoga je trenirao karate i tae kwon do specijalno za potrebe ovog filma. Unatoč intenzivnim scenama borbe, ozljede na setu bile su minimalne, osim ozljede blago natučenog bubrega koju je Ashby pretrpio. To se dogodilo tokom snimanja borbe sa Scorpionom. Iako "nepotpisan", neke scene borbi Johnnyja Cagea izveo je kaskader JJ Perry.
- Bridgette Wilson kao Sonya Blade - policajka koja traži ubojicu svojeg policijskog partnera. Uloga je izvorna dodijeljena Cameron Diaz, ali ona je slomila zglob tijekom obuke borilačkih vještina prije snimanja filma. Tako je Cameron Diaz zamijenila Bridgette Wilson kojoj je readatelj Paul W.S. Anderson u šali dao nadimak "RoboBabe".[3] Bridgette Wilson izvela je sama sve svoje scene borbi, odbijajući koristiti dvojnicu.
- Christopher Lambert kao Raiden - Bog munje te zaštitnik Zemlje koji ratnike vodi na njihovom putovanju u Outworld. Christopher Lambert dao je glas Raidenu u francuskoj sinkronizaciji Mortal Kombata.
- Talisa Soto kao princeza Kitana - ona je posvojena kćer vladara Outworlda koja nastoji pomoći ratnicima Zemlje. Za razliku od videoigre, Kitana se u filmu pojavljuje bez maske. Talisa Soto već je glumila s Cary-Hiroyuki Tagawom (Shang Tsung) 1989. u filmu Jamesa Bonda, "Dozvola za ubojstvo".
- Cary-Hiroyuki Tagawa kao Shang Tsung - pohlepni i moćni čarobnak vladara Outworlda koji je primarni antagonist filma. Tagawa je filmašima bio prvi i jedini izbor za lik Shang Tsunga.  Tsung je na filmu prikazan kao relativno mlađi čarobnjak kako bi se izbjegla prekomjerna šminka. Time se lakše duplicirao Tagawin izgled s izgledom Shang Tsunga iz videoigre. Zanimljivo je spomenuti da je Tagawa na audiciju došao u kostimu, čitajući scenarij dok je sjedio na stolcu.[3]
- Trevor Goddard kao Kano - ubojica Sonyjinog partnera. Ubio ga je na zahtjev Shang Tsunga, kako bi Sonyju varkom doveo na brod koji plovi na otok gdje se odvija Mortal Kombat turnir.
- François Petit kao Sub Zero - jedan od Shang Tsungovih ratnika. Kao što mu i ime govori (eng.), Sub Zero ima sposobnost zamrzavanja protivnika. Postoji rivalstvo između Sub-Zeroa i Scorpiona, koje Shang Tsung spominje na početku filma. François Petit slovio je za najboljeg poznavatelja borilačkih vještina od svih glumaca na setu.
- Chris Casamassa kao Scorpion (Škorpion) - Shang Tsungov ratnik. U videoigri njegov je zaštitni znak bilo koplje, dok je na filmu ono zamijenjeno čelićnom zmijom kao harpunom koja mu izlazi iz proreza na dlanu. Casamassa je prvotno bio angažiran da u filmu glumi statistu ratnika Outworlda, ali su producenti bili toliko impresionirani njegovim borilačkim vještinama da mu je ponuđena uloga Scorpiona. Casamasa je glumio Scorpiona dok mu je glas u filmu "posudio" Ed Boon, ko-kreator Mortal Kombata.
- Keith Cooke kao Reptil - stvorenje koji služi Shang Tsungu. Reptil je oveći gušter s krilima čiji je oblik izrađen uz upotrebu računalno generirane slike, a ljudski oblik je uzet od Keitha Cookea.[4] Reptil izvorno nije uključen u film, te je dodan kao dodatak bez direktnog utjecaja na borbe unutar Mortal Kombat turnira.[5] Glumac Robin Shou i redatelj Paul W. S. Anderson tvrde da nisu poznavali oblik Reptila te je bilo teško snimati i glumiti u sceni u kojoj Liu Kang ubija prikrivenog Reptila.[6]

- Steven Ho kao Chan Kang - mlađi brat Liu Kanga kojeg je Shang Tsung ubio na 9. Mortal Kombat turniru. Steven Ho je bivši nacionalni prvak u karateu te je glumio u 2. i 3. nastavku filmova o "Ninđama kornjačama".[7]
- Gregory McKinney kao Jax - Sonyjin partner na početku filma. McKinney je prije filmske karijere služio u predsjedničkoj gardi američkih zračnih snaga. Umro je od moždane aneurizme 12. travnja 1998.
- Kevin Michael Richardson kao Goro (glas) - neporaženi prvak Mortal Kombat turnira i general vojske Outworlda. Redatelj Paul Anderson prvotno je ulogu Goroa namijenio Ronu Livingstonu, no za filmski budžet bilo je previše skupo "živome glumcu" dodavati još dvije ruke. Stoga je Goro (za razliku od Reptila) u potpunosti napravljen pomoću računalno generirane slike, te mu nije uzet ljudski oblik. Naposljetku je K. M. Richardson "posudio" svoj glas Gorou.
- Frank Welker kao vladar (car) Outworlda (glas) - vladar Ouworlda pojavljuje se na samome kraju filma kao slika njegova lica na nebu. Kao i Goro, u potpunosti je računalno napravljen, te mu je Frank Welker samo "posudio" glas. Također, pružio je i vokalne efekte za Goroa i Reptila.
- Lloyd Kino kao djed Liu Kanga (kratka uloga).
- Sandy Helberg kao redatelj najnovijeg filma Johnnyja Cagea (kratka uloga).
- Peter Jason kao Master Boyd (kratka uloga).
- Keneth Edwards kao Art Lean - prijatelj Johnnyja Cagea, pojavljuje se u kraćoj ulozi. Njegov lik stvoren je isključivo za potrebe filma.

## Marketing
Martin Delrio napisao je knjigu koja se temelji na filmu Mortal Kombat. 1995., nekoliko mjeseci prije objavljivanja filma tvrtka Threshold izdaje animirani film "Mortal Kombat: The Journey Begins" na VHS-u i tadašnjem laserskom disku. Animacija je napravljena na temelju računalno generirane slike, a animirani film pokazuje početke nekih glavnih likova iz filma.
Također, u marketinške svrhe prikazan je i zanimljiv 15-minutni film o događajima "iza scene" o kazališnoj obradi filma.

## Box office i kritike
Zanimljivo je da je film najprije prikazan u Izraelu i Argentini 13. srpnja 1995., dok je u američka kina stigao 18. kolovoza iste godine.  U Velikoj Britaniji, premijera filma bila je 20. listopada 1995., a u Australiji nakon Božića, 26. prosinca 1995. U ostatku svijeta film je prikazan tek sljedeće godine.
U prvom tjednu prikazivanja, film je ostvario dobit od 23,2 mil. USD te je u tom kratkom roku "vratio" uložena financijska sredstva za njegovo snimanje.
Također, film je ostvario drugo mjesto kao najgledaniji film u kolovozu u SAD-u, nakon filma Bjegunac iz 1993. s Harrisonom Fordom i Tommy Lee Jonesom.
Tri tjedna zaredom film Mortal Kombat bio je najgledaniji film u američkim kinima te zaradio 70.454.098 USD u Americi, odnosno 122.195.920 USD kad se pridoda zarada od prikazivanja filma diljem Svijeta.
Popularnosti filma priključilo se i glazbeno soundtrack izdanje istog filma koje je ostvarilo platinastu naknadu u manje od dva tjedna.
Film se pokazao kao najuspješnija filmska adaptacija videoigre, dok su slične adaptacije poput Super Mario Bros, Double Dragon i Street Fighter doživjele kritike te se pokazali kao financijska razočaranja.
Film Mortal Kombat doživio je mješovite kritike. Filmski kritičar Gene Siskel dao je "palac gore" na američkoj filmskoj ljestvici "Siskel & Ebert". "Rotten Tomatoes" dao mu je lošu ocjenu izraženu u postotku - 24%, dok je Metacritic filmu dao ocjenu 58 (od mogućih 100).
Kevin Thomas iz dnevnih novina Los Angeles Times film je nazvao "borilačkom akcijskom avanturom s čudesnim specijalnim efektima i duhovitim produkcijskim dizajnom koji učinkovito kombinira nadnaravni teror, mitsku priču o ubijanju zmaja, odiseju o spašavanju zarobljene princeze pa čak i duhovnu potragu za vlastitim sposobnostima."
Bruce Doines iz dnevnih novina The New Yorker o filmu je napisao: "glumci izgledaju kao da su žilavi i trenirani za akciju, a efekti su uvjerljivi. Ali uskoro film postaje neinspirirana borba dobra i zla s jadnim, prostodušnim dijalozima."

## Iza filma

### Izbačene scene
Iako navedena u scenariju, za potrebe filma nije snimljena scena u kojoj čarobnjak Shang Tsung dopušta junacima filma da pokopaju Art Leana i tuguju njegov gubitak. U scenariju je bilo navedeno da su ga junaci pokopali u Vrtu skulptura, ispod kipa Kung Laoa. To je jedino mjesto gdje se Kung Lao pojavljuje u bilo kojem od filmova, te ga i sam Shang Tsung nakratko spominje u filmu.
Također, iako napisana u scenariju, za film nije snimljena borba između Sonyje i Jadea, jednog od Shang Tsungovih ratnika.
Također, kao neprijateljski ratnici statisti, predviđeno je da to budu Tarkatan ratnici poput Barake, ali ta ideja je otkazana, te su statisti glumili obične ninja ratnike.

### Zanimljivosti
- Scene Outworlda snimljene su u Kaiser Steel Millu, Fontana, Kalifornija. Danas je tamo trkaća staza.
- Sve scene s Gorom snimljene su u Los Angelesu.[3]
- Scene sa samog Mortal Kombat turnira snimljene su na Tajlandu. Budući da je ta lokacija bila teško dostupna, sva oprema i ekipa s filma dopremljeni su tamo u dugom kanuu.[3]
- Ukrasna glava zmaja na brodu Shang Tsunga je bezvrijedna skulptura uzeta sa smetlišta.[3]
- Film je izvorno trebao završiti Raidenovom rečenicom upućenom Liu Kangu i ostalim ratnicima: "Moram vam reći, bili ste sjajni". Na snimanju je to promijenjeno. Tako se u samoj konačnici pojavljuje lik bijesnog Shao Kahna na nebu, koji prijeteći govori: "Vi jadne budalne, dolazim po vaše duše", a Raiden mu govori: "Ja ne mislim tako", te se svi ratnici, uključujući i njega, pripreme u borbeni položaj, čime film završava.

### Soundtrack
- Tri pjesme čikaškog benda "Stabbing Westward" (omiljenog benda Johna Tobiasa, ko-kreatora Mortal Kombata) korištene su u filmu, no nisu uvedene u službeni soundtrack filma. To su pjesme "Lost", "Lies", and "Can't Happen Here" koje se nalaze na njihovu albumu "Ungod".
- Pjesma "Twist the Knife (Slowly)" benda "Napalm Death" u filmu je korištena s tri puta većom modulacijom od originalne pjesme.
- Glazbeni video za pjesmu "Juke Joint Jezebel" benda KMFDM sadrži isječke borbi iz filma, no povučen je od strane MTV-a zbog pritužbi o nasilnom sadržaju spota.
- Soundtrack Mortal Kombat nominiran je za američku nagradu "Golden Reel Award". Osvojio je filmsku i TV nagradu "BMI Film Music Award".[13]

### Poveznice s videoigrom
Iako se film primarno temelji na prvoj videoigri iz MK serijala, postoji nekoliko elemenata koji su preuzeti iz Mortal Kombat 2 videoigre:
- Jax i Kitana uvedeni su u tek u drugoj MK videoigri.
- Nakon što na filmu pobjeđuje Scorpiona, Johnny Cage mu baca sliku s autogramom. Ta scena je preuzeta iz MK 2 videoigre.
- U borbi s Liu Kangom, Reptil preuzima ljudski oblik. Pritom se čuje glas koji najavljuje Reptila. To je glas Shao Kahna kojeg se jednostavno preuzelo iz MK 2.
- Liu Kang u borbi s Reptilom koristi "Bicycle Kick", također preuzet iz MK2.
- Pokriveni svećenici (Shadow Priest), koji se na filmu pojavljuju prije finalne borbe, najprije su se pojavili kao dio pozadine u MK 2.
- Shang Tsung svoj mladenački izgled "vraća" tek u drugoj računalnoj igri MK.
- Outworld gdje se odvija većina radnje na filmu, ne spominje se u prvoj računalnoj igri MK.
- Također, ni Shao Kahn se ne pojavljuje u prvoj računalnoj igri MK.

## Obrada
Filmska kompanija Warner Brothers odlučila je da će producirati obradu filma. Projekt je trenutno u radu, dok je scenarij napisao Oren Uziel.
Prije nego što bi se taj projekt ostvario, studio se mora suočiti s "pravnim izazovom"  protiv tvrtke Threshold Entertainment koja posjeduje autorska prava na cjelokupni Mortal Kombat brand. Naime, ta tvrtka podignula je tužbu protiv Warner Brothersa tvrdeći da im je WB "zamrznuo" razvoj videoigara na temu Mortal Kombata.
Threshold Entertainment je izvorni idejni partner s tvrtkom Midway za sam Mortal Kombat film iz 1995., dok su tvrtke 2006. potpisale sporazum da naprave još jedan film na tu tematiku. Tvrtka Midway je bankrotirala prošle godine te je Warner Brother prisvojio Midwayjeva prava.
Međutim, Threshold Entertainment inzistira na federalnom (saveznom) stečajnom postupku tvrtke kako bi se potvrdili potpisani ugovori s Midwayjem i tek onda prešlo u Warner Brothers.
Također, i sam redatelj, Paul W.S. Anderson pokazao je interes za snimanjem obrade filma.

## Vanjske poveznice
- Mortal kombat na IMDb
- Mortal kombat na Allmovie
- Mortal kombat na Rotten Tomatoes